# 奧托米人
奧托米人（英語：Otomi people；西班牙語：pueblo Otomí）是墨西哥第五大原住民。其中，只有一半左右的人口仍在使用奧托米母語。此外，奧托米母語已經分裂出高度多樣的各種不同語言，使各語言之間不具有相互理解性。因此，奧托米人有數個自稱，其中包括：ñätho（Valle de Toluca）、hñähñu（Valle del Mezquital）、ñäñho（克雷塔羅州南部）和ñ'yühü（Sierra Norte de Puebla, Pahuatlán）。

## 民族分佈、人口與語言

奧托米人分布圖

### 分布
奧托米語主要分佈在墨西哥中部的高原地區，包括墨西哥州、普埃布拉州、韋拉克魯斯州、伊達爾戈州、瓜納華托州、克雷塔羅州、特拉斯卡拉州和米卻肯州等地。奧托米人在納瓦特爾語使用者到達墨西哥谷前就居住於此。現今奧托米人可劃分為兩個主要的群體，為主要居住在墨西哥谷以北的高地奧托米人，以及一個較小的群體，居住在伊達爾戈州東部山區以及毗鄰韋拉克魯斯州和普埃布拉州的席耶拉奧托米人。

### 語言

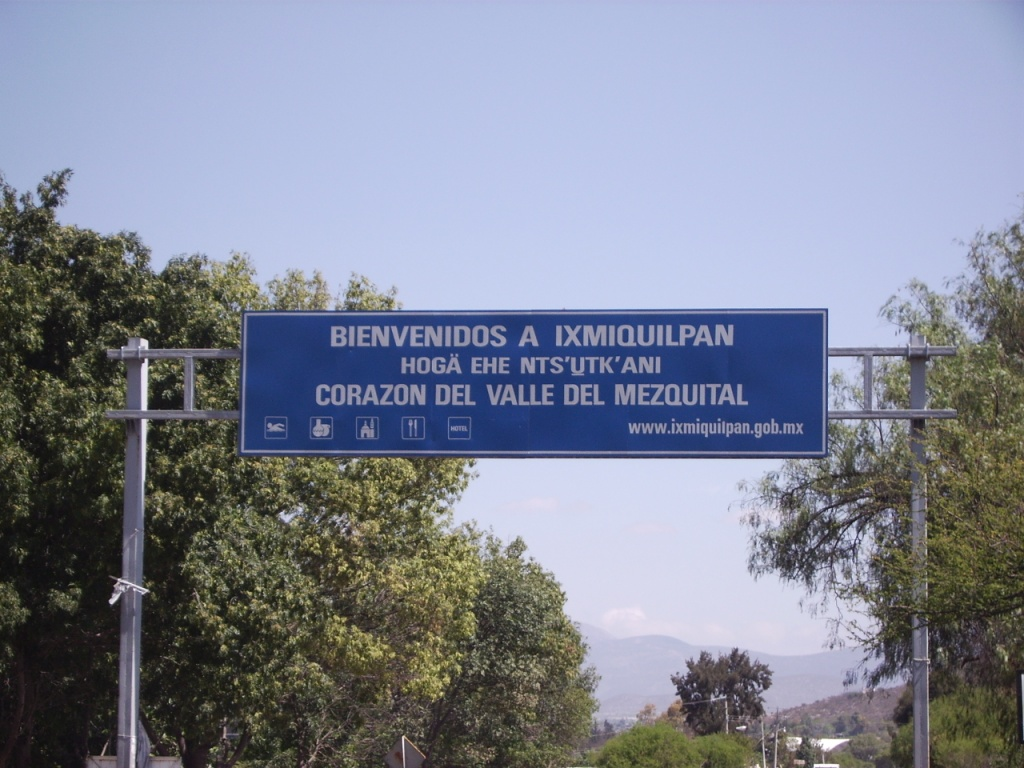
標註有當地奧托米語言的路標，攝於伊達爾戈州。

奧托米人的語言屬於歐托-曼格語系，是中美洲地區最古老也最多種類的語系，奧托米人現存約有一百多種語言，與這些語言最接近的為分布於墨西哥州西北部和北部的 Mazhua people 的語言。，事實上奧托米人的母語是十分複雜的，分類數量有許多種說法，美國國際語言暑期學院以及墨西哥國家原住民語言研究所（Instituto Nacional de Lenguas Indígenas）認為可以分類成九種語言。而根據墨西哥國家原住民發展委員會（CDI）1995年的統計，只有50.6％的奧托米人仍在使用母語，這一比例相當於327,319人。

### 人口
根據CDI的統計，1995年的總人口有64萬6千人左右。

## 地理環境

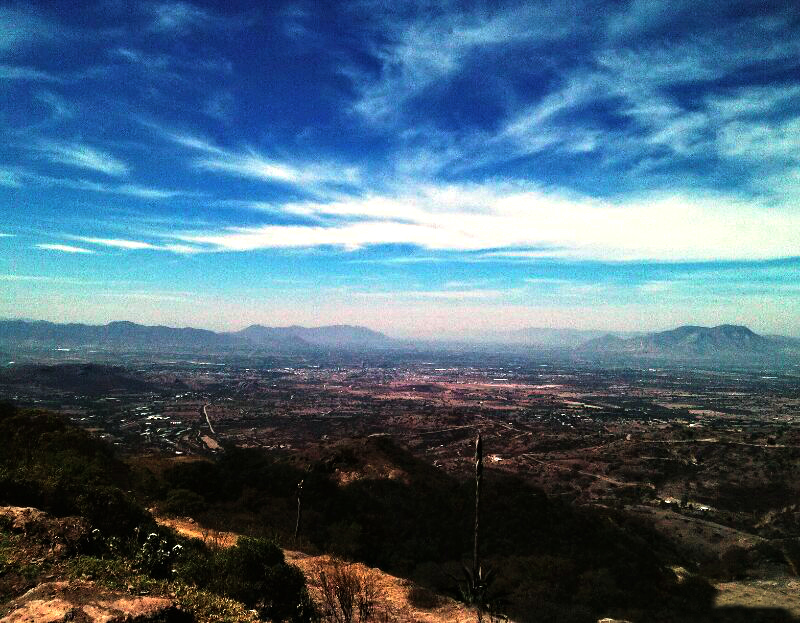
墨西哥中部高原地區的梅斯基塔爾谷（Valle del Mezquital）

奧托米人主要分布於墨西哥中部高原。其中席耶拉奧托米人有94%的人口居住在山區，海拔200公尺到2000公尺不等，月降雨量從0.5mm到50mm不等，較低海拔地區月均溫最低為十二月18℃、最高為六月28℃；高海拔地區月均溫最低為十二月14℃、最高為三月19℃，這樣的高地氣候可依照柯本氣候分類法分類為(A)C(fm)a(e)，自然植被低較海拔地區為熱帶雨林；高海拔地區為雲霧森林。

## 歷史沿革

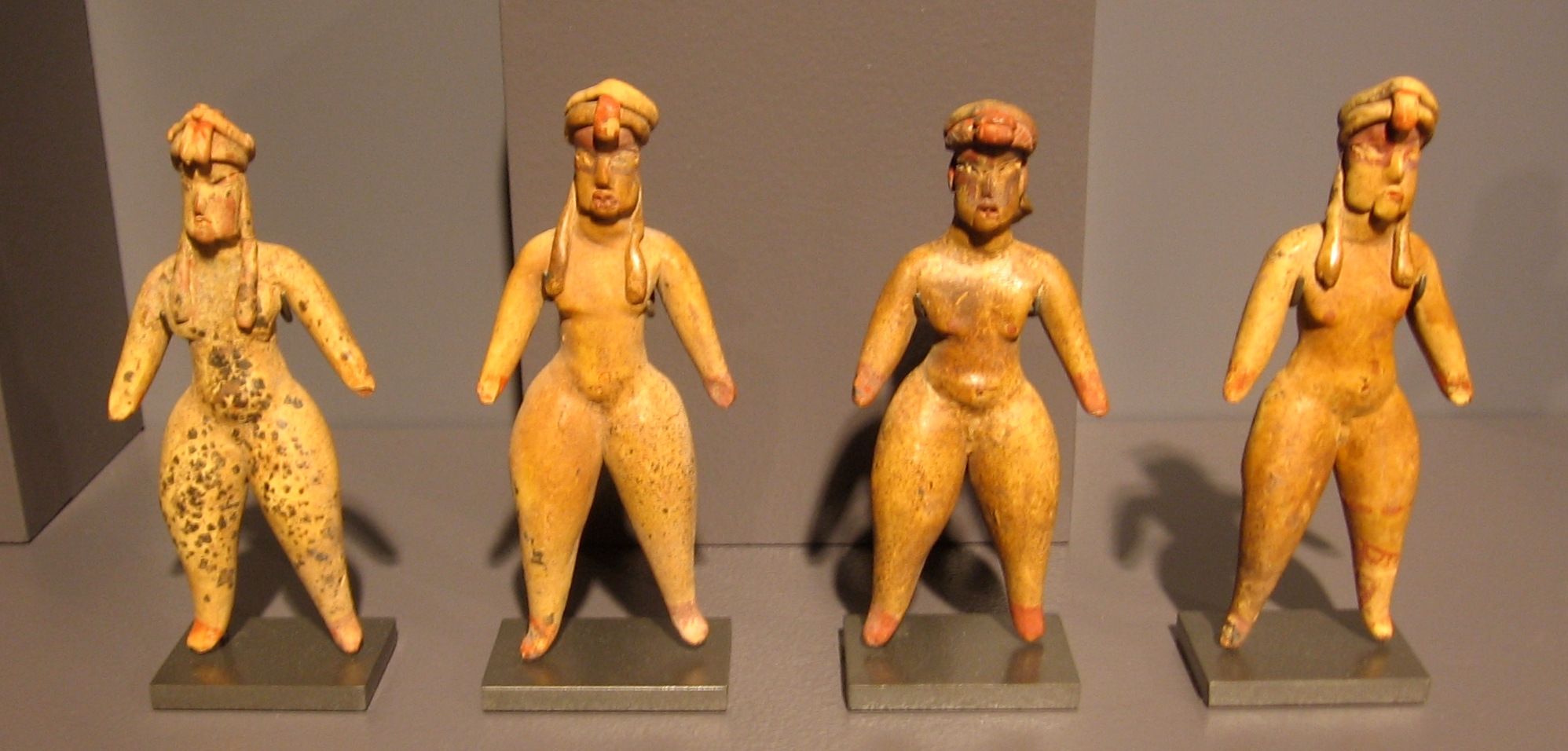
陶瓷俑與生殖崇拜。出土於墨西哥州的Tlapacoya，屬於墨西哥中部的Preclassic文化。

### 古代
早在西元前五千年前，奧托米人就已形成清楚的團體了，而奧托米人的語言也在墨西哥中部被使用了很長一段時間。西元二世紀後，奧托米人的語言開始分裂，Mazzahua人的語言同時分立出來。

### 西班牙的征服
最初西班牙人由納瓦人所支配的區域到達，因此奧托米人的領土開始被中美洲西部及北部的納瓦人開始佔領而來到普埃布拉州及特拉斯卡拉州一帶，而同時奧托米人亦與納瓦人軍事結盟，進入納瓦人所建立的特拉斯卡拉城邦時代，以抵抗西班牙人的侵略。事實上奧托米人在墨西哥的侵略史上扮演了很重要的角色，在擊潰埃爾南·科爾特斯的軍隊（史稱悲痛之夜）後，約一天後奧托米人到約是今天的瑙卡爾潘來接見科爾特斯，在這場面談中西班牙人準備了食物，並且表達與奧托米人結盟和庇護的承諾，西班牙人進入村莊大約十天後，重構了此地的軍事和政治聯盟，西班牙人與奧托米人及納瓦人形成了三角同盟。然而，1520年7月2日，在奧托米人的要求下，科爾特斯突襲了納瓦人，隨後在歐屯巴之役（Batalla de Otumba）用同樣的方式對付阿茲特克，征服了其首府特諾奇提特蘭，在此之後西班牙人大致控制了墨西哥中部高原一帶。 

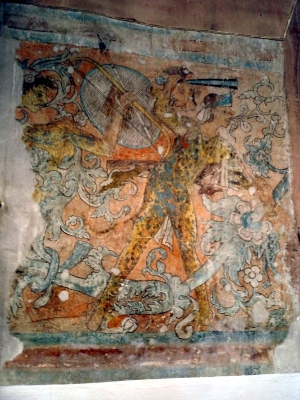
位於 Ixmiquilpan 的修道院的壁畫，繪製於十六世紀下半葉

### 殖民時代
在西班牙人征服了特諾奇提特蘭的幾年後，奧托米人逐漸地基督教化。首先對奧托米人傳教的是方濟各會，主要傳教的時間從1530年到1541年，到了1548年，奧斯定會批准了 San Pedro Atocpan 和 Ixmiquilpan (municipio) 兩地修道院的創立，其中位於 Ixmiquilpan 的修道院擁有傑出的壁畫，繪製於十六世紀下半葉，它呈現了原住民的主題也結合了基督教神話的元素。隨著奧托米人的基督教化，他們開始適應歐洲的政治組織形式，然而奧托米人仍然保有自己的民族認同。 
殖民時期，修士對於原住民文化和語言的研究有著顯著的貢獻。不過，相較於納瓦人，有關於奧托米人的紀錄甚少。最著名的是烏曼德拉抄本，內容關於特拉斯卡拉地區奧托米人從西班牙時代到十六世紀的征服史，另外，彗查班抄本（Códice de Huichapan）同樣具有重要性。
西班牙人到達中美洲，意味著原住民族開始受到這些外來者的統治。自1530年代起，幾乎所有的奧托米人社區被劃入了監護征賦制。後來，由於西班牙法律的修改，允許麥士蒂索人（原住民與西班牙人的混血後代）以及原住民社區發展自治政治組織系統。這些自治組織受到西班牙政府認可，同時建立奧托米人社區議會，建立土地所有權，保護他們的語言和文化。然而，這裡的建立土地所有權意指：土地為西班牙人所有，原住民遭到殖民掠奪三百年之久，從十六世紀以來，奧托米人因流行病和飢荒人口大幅減少，十七世紀後西班牙人和原住民之間的差異衝突更是層出不窮。  

特基斯基阿克的奧托米人，攝於1895年。

### 十九、二十世紀
墨西哥的原住民本來並不熱衷獨立戰爭，後來若干武裝份子與奧托米人結盟，他們支持從獨立戰爭初期就控制墨西哥北部的 Julián Villagrán 和 Jose Francisco Osorio。然而，戰爭結束後，瓦倫丁·戈麥斯·法里亞斯以及貝尼托·胡亞雷斯政府的自由主義改革，造成殖民時期的原住民社區的自治政治組織系統失去法律依據，土地的徵收導致奧托米人與墨西哥政府發生嚴重的土地衝突。

## 社會、家庭與婚姻

### 社會群體
奧托米人的家庭透過血親及姻親的關係連結，Compadrazgo 強化了這樣的連結。Compadrazgo 與天主教的洗禮有關，創造了教父母和孩子的父母之間的人際關係網絡及永久性的義務，使家庭和家庭之間產生連結。受洗後教父母成為孩子的新的神聖上的親屬－教父母，西班牙語稱為 compadre ，在家庭事務中，教父母成為顧問，提供道德上的支持，解決爭議，參與的各種問題的解決方案，引導孩子或成為父親的替代，奧托米人將這樣的關係稱作 "shatsi"。

### 婚姻家庭與繼承

#### 婚姻
奧托米人的婚姻是一夫一妻制，因為移民，奧托米人的其中一方雙親不是原住民是非常普遍的，特別是奧托米女性和混血男性結婚。男性婚姻通常發生於17至20歲，而女性則是15至17歲．求婚是由男性對女方家庭提出，若女方父母同意，則雙方進入六個月至一年的訂婚期，訂婚期間男子會幫忙女方家庭耕種，也會送禮物給未來的岳父岳母。

#### 繼承
土地由父系繼承，女人不得繼承其父母的土地，因女人被認為是納入其丈夫的家庭，她們只能在喪偶時繼承其丈夫家庭的土地。兒子在其第一個孩子出生後即繼承了父母一部份的土地，並在其繼承的土地上建造新房屋，但么子例外，么子會住父母家，必須等到父親過世後才算真正繼承其土地。由於後來的西方移民，減少了奧托米人子嗣的數量，從而降低了家庭內部土地所有權衝突與緊繃。

## 產業與生活

### 自給性農業
奧托米人主要是自給自足的農民，平均每一戶耕種1至3公頃的農田，主要作物有玉米、豆類、辣椒、番茄和南瓜等，次要作物有大麥和苜蓿，種植的作物依海拔高度而略有不同，其中玉米須種植於海拔1500公尺以上。主要牲畜為山羊或牛。森林則被利用為建材和燃料。

### 貿易
主要經濟作物有咖啡、桃子、和甘蔗，也有糧食作物進入市場。有家庭專門從事交易，他們持續購買、運輸再出售產品，以獲取高地和低地之間的市場價格的價差。

### 勞動分工
男人從事大部分的農耕工作，婦女則負責家務勞動，如採集水和準備食物，收成的工作則由雙方共同完成。

## 信仰與習俗

### 宗教信仰
奧托米人的宗教信仰受到中美洲原住民的傳統信仰（Nagual)、天主教和福音派新教徒三個主要的思想影響。經歷復興後，傳統信仰在今日仍具有影響力。奧托米人的世界觀是分層的，人類的世界為一個層級；神、聖父和聖母在人類世界之上，上層的神會影響的人類的生活，包括：太陽神（Maka Hyadi）、水之女神（Maka Xumpø Dehe）、火神（Maka Xita Sibi）以及大地之神（Maka Häi）。他們認為人類的生命力較弱，容易受到巫術的影響。另外，Rą Zudapi 是中介的神祇，人類可以透過它與高層級的神祇溝通。而動物和植物的層級則較人類低，必須由人來照顧。奧托米人相信巫術，他們認為疾病是由於邪惡之氣的作用。另外，"vadi" 或 "badi" 是奧托米人的巫師，他們專處理人類與神或動植物之間的問題，除了提供個人諮詢和治療外，祭神的儀式亦由他們所主持。

### 宗教儀式
花儀式是奧托米人的宗教儀式中，最具代表性的部分。首先將精心準備的花掛在十字架上，透過太陽、十字架和造物者，創造出神聖的空間和時間，接著在禮拜堂中唱跳神聖的歌舞，為了召喚超自然的力量，會將食物留下來，最後將花從十字架上降下來，所有參與者一起食用。儀式包括通過儀式、曆法儀式、穀物儀式、清潔（limpias）儀式和治療儀式，主要的通過儀式包含出生、結婚和死亡。穀物儀式在公共教堂和公共場所進行，一年有兩次，一次在作物成長期、一次在年底，所有貨主在這些時間都進行儀式儀式。另一個重要的傳統儀式是十字架的祭典，祭典期間，種子會被帶到聖山山頂，被巫師賜福，使之充滿太陽神的生命力。治療儀式由巫師執行，會使用塑像用來代表生命力及巫師的控制，常見的有清除房屋中的邪惡之氣、恢復病換的生命力、解除病患身上的巫術等等。

### 死亡與來生
人死後，遺體會被洗淨，親友們聚集在一起守夜一晚，向離開的靈魂提供食物、酒和菸。第二天黎明遺體下葬。尋求死神的父母。祈禱者（rezandero）在禱告中保持為期九天的守夜。父母在第九天黎明時被帶到墓地做祈禱。夭折孩子的靈魂被認為會直接到天堂；死於分娩的婦女、溺死的人、死於蛇毒的人、死於暴力的人的靈魂會成為雷電；自然死亡的人會在跨過河流後在天堂安息。死後一週年會在家中或是墓地行儀式，他們認為這天死去的靈魂會回來。

### 傳統醫藥
奧托米人認為疾病分為神降下的傳染病和邪惡的疾病，前者可以被藥物治癒，而後者存在超自然的元素，要透過巫師來消除。另外，一般家用治療會使用各種草藥製作外用敷藥、茶和瀉藥。

## 文學與藝術
奧托米人的藝術不是單為藝術而實踐的，而是出現在各種手工藝品中。最豐富多彩的藝術形式之一是刺繡，起源於女裝上的裝飾。
- 販售傳統刺繡布料的奧托米婦女，攝於克雷塔羅州。
- 奧托米人的刺繡圖樣。

## 現況

### 社會組織
奧托米人的社會組織是以家庭關係基礎，以及透過 compadrazgo 形成交織的互助網絡，宗教系統所創建的政治組織重要性下降，取而代之的是國家組織的影響力。然而宗教節慶有創造凝聚力和社會認同的功能，移民會返回他們所屬的社區參加節慶。

### 政治組織
奧托米人的政治組織是由州和聯邦法律所規定，由於農業土地改革，村社 (ejidos) 被創立，透過村社連接奧托米社區和地方政府、州、和聯邦。每個村有一個村社委員會，是社區的最大權威，主要處理土地所有權和農業工作的問題，此外還設有一個法官 (juez auxiliar)，並且在某些情況下會兼任村社委員會主席。

### 社會控制
社會控制是透過村社委員會的法官（juez auxiliar）和議員（juez conciliador）進行，由地方政府（Municipio）任命解決不涉及流血的小衝突，殺人事件則由國家層級的司法機構直接處理。地方政府的首府就是該區域的政治中心。